# Хімреактив (підприємство)
ДП «Хімреакти́в» — державне підприємство хімічної промисловості, розташоване в місті Черкаси.
Від початку свого існування завод мав стратегічне значення і був частиною військово-промислового комплексу. З кінця 1990-их років підприємство знаходиться на межі закриття. Зараз воно набагато скоротило свої потужності. На сьогодні половина підприємства продана 15 дрібним підприємствам. Із 9 цехів на сьогодні (2010) працює лише 2. На одному виробляється аміачна вода та борна кислота. На іншому йде фасування привізної продукції (отрута від сільськогосподарських шкідників, ліки та ін.) та виробництво засобів для виявлення стану алкогольного сп'яніння водіїв.
Нині існує варіант продажу підприємства швейцарським промисловцям. Про це йшлося в аналітичній довідці, підготовленій Фондом Держмайна України за 2007 рік. Свої анкети до ФДМУ надіслали українське ТОВ «Прексім Д» та швейцарське «N.H. Nouveau. Trading S.A». ФДМУ характеризує Черкаський «Хімреактив» як інвестиційно привабливий для майбутніх покупців. У 2008 році Кабінет Міністрів України затвердив перелік державних підприємств і відкритих акціонерних товариств, які підлягають першочерговій підготовці до продажу. Серед них — підприємство «Черкаський державний завод хімічних реактивів». Балансову вартість майна визначено у сумі 25,092 млн гривень. На повторний продаж завод виставив Фонд державного майна України. Попередній конкурс не відбувся через відсутність попиту. Стартова вартість заводу становить 23,779 млн гривень, у тому числі ПДВ — 3,963 млн. Серед умов придбання — збереження основних напрямків діяльності заводу: виробництво автохімії, будівельної хімії, карбамідоформальдегідної смоли, засобів захисту рослин, хімічних наборів реактивів для лабораторій.
Того ж року на території підприємства було відкрите спільне австро-українське підприємство з виробництва картонної тари.

## Виноски
1. ↑  Черкаський «Хімреактив» можуть придбати швейцарці. Архів оригіналу за 21 грудня 2007. Процитовано 12 березня 2010.
2. ↑  Кабмін вирішив продати черкаський Хімреактив. Архів оригіналу за 12 жовтня 2009. Процитовано 12 березня 2010.
3. ↑  Черкаський «Хімреактив» знову продають. Архів оригіналу за 16 квітня 2014. Процитовано 12 березня 2010.
4. ↑  Цигарки світових брендів запаковуватимуть черкащани. Архів оригіналу за 20 листопада 2021. Процитовано 12 березня 2010. [Архівовано 2021-11-20 у Wayback Machine.]